# Ginástica nos Jogos Olímpicos de Verão de 2024
As competições de ginástica nos Jogos Olímpicos de Verão de 2024 em Paris, na França foram disputadas em três disciplinas: artística, rítmica e trampolim. Os eventos da ginástica artística, realizados ente 27 de julho a 5 de agosto, e do trampolim, em 2 de agosto, ocorreram na Bercy Arena; os eventos da ginástica rítmica foram realizados na Porte de La Chapelle Arena de 8 a 10 de agosto de 2024.

## Qualificação
O caminho de qualificação para os Jogos Olímpicos de 2024 foi significativamente simplificado e modificado em relação a edição de 2020. No evento por equipes da ginástica artística, um máximo de cinco ginastas poderiam participar, em oposição aos quatro por equipe e dois indivíduos que competiram em Tóquio 2020. Três equipes que terminaram no pódio se qualificam para as Olimpíadas através do Campeonato Mundial de Ginástica Artística de 2022, em Liverpool, no Reino Unido, com uma grande proporção de vagas distribuídas no mesmo torneio em Antuérpia, na Bélgica, no ano seguinte. As séries da Copa do Mundo de 2024 também deu aos ginastas a oportunidade de ganhar mais vagas em eventos específicos por aparelhos.
Na ginástica rítmica, o Campeonato Mundial de 2022, disputado entre 14 a 18 de setembro em Sófia, na Bulgária, teve as medalhistas individuais e em conjunto reservando suas vagas em Paris. A maioria das vagas foi alocada no mesmo campeonato em Valência, na Espanha, no ano seguinte, com quatorze ginastas individuais e cinco Comitês Olímpicos Nacionais (CON) em todos os continentes disputando a qualificação.
Metade das vagas de qualificação para a ginástica de trampolim foi concedida aos ginastas mais bem classificados no Campeonato Mundial de 2023 em Birmingham, no Reino Unido, com a maioria vindo das séries da Copa do Mundo de 2023–2024. Em todas as disciplinas da ginástica, as vagas restantes foram oferecidas aos ginastas que disputam a qualificação em seus respectivos encontros continentais.

## Calendário
As qualificatórias da ginástica artística masculina abriram as disputas em 27 de julho. Os eventos da ginástica se encerram em 10 de agosto de 2024 com a final por equipes da ginástica rítmica.
| Q | Qualificatória | F | Final |

| DataEvento                 | Sáb 27 jul | Dom 28 jul | Seg 29 jul | Ter 30 jul | Qua 31 jul | Qui 1 ago | Sex 2 ago | Sex 2 ago | Sáb 3 ago | Dom 4 ago | Seg 5 ago | Qui 8 ago | Sex 9 ago | Sáb 10 ago |
| -------------------------- | ---------- | ---------- | ---------- | ---------- | ---------- | --------- | --------- | --------- | --------- | --------- | --------- | --------- | --------- | ---------- |
| Artística                  |            |            |            |            |            |           |           |           |           |           |           |           |           |            |
| Equipes masculinas         | Q          |            | F          |            |            |           |           |           |           |           |           |           |           |            |
| Individual geral masculino | Q          |            |            |            | F          |           |           |           |           |           |           |           |           |            |
| Solo masculino             | Q          |            |            |            |            |           |           |           | F         |           |           |           |           |            |
| Cavalo com alças           | Q          |            |            |            |            |           |           |           | F         |           |           |           |           |            |
| Argolas                    | Q          |            |            |            |            |           |           |           |           | F         |           |           |           |            |
| Salto masculino            | Q          |            |            |            |            |           |           |           |           | F         |           |           |           |            |
| Barras paralelas           | Q          |            |            |            |            |           |           |           |           |           | F         |           |           |            |
| Barra fixa                 | Q          |            |            |            |            |           |           |           |           |           | F         |           |           |            |
| Equipes femininas          |            | Q          |            | F          |            |           |           |           |           |           |           |           |           |            |
| Individual geral feminino  |            | Q          |            |            |            | F         |           |           |           |           |           |           |           |            |
| Salto feminino             |            | Q          |            |            |            |           |           |           | F         |           |           |           |           |            |
| Barras assimétricas        |            | Q          |            |            |            |           |           |           |           | F         |           |           |           |            |
| Trave                      |            | Q          |            |            |            |           |           |           |           |           | F         |           |           |            |
| Solo feminino              |            | Q          |            |            |            |           |           |           |           |           | F         |           |           |            |
| Rítmica                    |            |            |            |            |            |           |           |           |           |           |           |           |           |            |
| Conjuntos                  |            |            |            |            |            |           |           |           |           |           |           |           | Q         | F          |
| Individual geral           |            |            |            |            |            |           |           |           |           |           |           | Q         | F         |            |
| Trampolim                  |            |            |            |            |            |           |           |           |           |           |           |           |           |            |
| Trampolim masculino        |            |            |            |            |            |           | Q         | F         |           |           |           |           |           |            |
| Trampolim feminino         |            |            |            |            |            |           | Q         | F         |           |           |           |           |           |            |

## Nações participantes
Ao todo, 53 CONs enviaram seus ginastas qualificados, além da equipe de Atletas Individuais Neutros. Entre parênteses encontra-se representada a quantidade de competidores.
- RSA África do Sul (1)
- GER Alemanha (16)
- ALG Argélia (1)
- ARM Armênia (2)
- AIN Atletas Individuais Neutros (3)
- AUS Austrália (13)
- AUT Áustria (2)
- AZE Azerbaijão (14)
- BEL Bélgica (5)
- BRA Brasil (15)
- BUL Bulgária (9)
- CAN Canadá (11)
- KAZ Cazaquistão (4)
- CZE Chéquia (1)
- CHN China (20)
- CYP Chipre (2)
- COL Colômbia (3)
- PRK Coreia do Norte (1)
- KOR Coreia do Sul (8)
- CRO Croácia (2)
- EGY Egito (9)
- SLO Eslovênia (2)
- ESP Espanha (17)
- USA Estados Unidos (13)
- PHI Filipinas (4)
- FRA França (14)
- GEO Geórgia (1)
- GBR Grã-Bretanha (13)
- GRE Grécia (1)
- HAI Haiti (1)
- HKG Hong Kong (1)
- HUN Hungria (5)
- INA Indonésia (1)
- IRI Irã (1)
- IRL Irlanda (1)
- ISR Israel (8)
- ITA Itália (17)
- JPN Japão (11)
- JOR Jordânia (1)
- LAO Laos (1)
- LTU Lituânia (1)
- MEX México (8)
- NZL Nova Zelândia (3)
- NED Países Baixos (10)
- PAN Panamá (1)
- POR Portugal (2)
- DOM República Dominicana (1)
- ROU Romênia (7)
- SYR Síria (1)
- SUI Suíça (6)
- TPE Taipé Chinês (2)
- TUR Turquia (5)
- UKR Ucrânia (12)
- UZB Uzbequistão (9)

## Medalhistas

### Ginástica artística
Masculino
| Equipes          | Daiki Hashimoto Kazuma Kaya Shinnosuke Oka Takaaki Sugino Wataru Tanigawa JPN Japão | Liu Yang Su Weide Xiao Ruoteng Zhang Boheng Zou Jingyuan CHN China | Asher Hong Paul Juda Brody Malone Stephen Nedoroscik Fred Richard USA Estados Unidos |  |  |  |
| Individual geral | Shinnosuke Oka JPN Japão                                                            | Zhang Boheng CHN China                                             | Xiao Ruoteng CHN China                                                               |  |  |  |
|                  |                                                                                     |                                                                    |                                                                                      |  |  |  |
| Solo             | Carlos Yulo PHI Filipinas                                                           | Artem Dolgopyat ISR Israel                                         | Jake Jarman GBR Grã-Bretanha                                                         |  |  |  |
| Cavalo com alças | Rhys McClenaghan IRL Irlanda                                                        | Nariman Kurbanov KAZ Cazaquistão                                   | Stephen Nedoroscik USA Estados Unidos                                                |  |  |  |
| Argolas          | Liu Yang CHN China                                                                  | Zou Jingyuan CHN China                                             | Eleftherios Petrounias GRE Grécia                                                    |  |  |  |
| Salto            | Carlos Yulo PHI Filipinas                                                           | Artur Davtyan ARM Armênia                                          | Harry Hepworth GBR Grã-Bretanha                                                      |  |  |  |
| Barras paralelas | Zou Jingyuan CHN China                                                              | Illia Kovtun UKR Ucrânia                                           | Shinnosuke Oka JPN Japão                                                             |  |  |  |
| Barra fixa       | Shinnosuke Oka JPN Japão                                                            | Ángel Barajas COL Colômbia                                         | Zhang Boheng CHN China                                                               |  |  |  |
| Barra fixa       | Shinnosuke Oka JPN Japão                                                            | Ángel Barajas COL Colômbia                                         | Tang Chia-hung TPE Taipé Chinês                                                      |  |  |  |

Feminino
| Equipes             | Simone Biles Jade Carey Jordan Chiles Sunisa Lee Hezly Rivera USA Estados Unidos | Angela Andreoli Alice D'Amato Manila Esposito Elisa Iorio Giorgia Villa ITA Itália | Rebeca Andrade Jade Barbosa Lorrane Oliveira Flávia Saraiva Júlia Soares BRA Brasil |  |  |  |
| Individual geral    | Simone Biles USA Estados Unidos                                                  | Rebeca Andrade BRA Brasil                                                          | Sunisa Lee USA Estados Unidos                                                       |  |  |  |
|                     |                                                                                  |                                                                                    |                                                                                     |  |  |  |
| Salto               | Simone Biles USA Estados Unidos                                                  | Rebeca Andrade BRA Brasil                                                          | Jade Carey USA Estados Unidos                                                       |  |  |  |
| Barras assimétricas | Kaylia Nemour ALG Argélia                                                        | Qiu Qiyuan CHN China                                                               | Sunisa Lee USA Estados Unidos                                                       |  |  |  |
| Trave               | Alice D'Amato ITA Itália                                                         | Zhou Yaqin CHN China                                                               | Manila Esposito ITA Itália                                                          |  |  |  |
| Solo                | Rebeca Andrade BRA Brasil                                                        | Simone Biles USA Estados Unidos                                                    | Ana Bărbosu ROU Romênia                                                             |  |  |  |

### Ginástica rítmica
| Evento           | Ouro                                                                   | Prata                                                                            | Bronze                                                                                     |
| ---------------- | ---------------------------------------------------------------------- | -------------------------------------------------------------------------------- | ------------------------------------------------------------------------------------------ |
| Grupos           | Ding Xinyi Guo Qiqi Hao Ting Huang Zhangjiayang Wang Lanjing CHN China | Shani Bakanov Adar Friedmann Romi Paritzki Ofir Shaham Diana Svertsov ISR Israel | Martina Centofanti Agnese Duranti Alessia Maurelli Daniela Mogurean Laura Paris ITA Itália |
| Individual geral | Darja Varfolomeev GER Alemanha                                         | Boryana Kaleyn BUL Bulgária                                                      | Sofia Raffaeli ITA Itália                                                                  |

### Ginástica de trampolim
| Evento               | Ouro                                             | Prata                                                   | Bronze                     |
| -------------------- | ------------------------------------------------ | ------------------------------------------------------- | -------------------------- |
| Individual masculino | Ivan Litvinovich AIN Atletas Individuais Neutros | Wang Zisai CHN China                                    | Yan Langyu CHN China       |
| Individual feminino  | Bryony Page GBR Grã-Bretanha                     | Viyaleta Bardzilouskaya AIN Atletas Individuais Neutros | Sophiane Méthot CAN Canadá |

## Quadro de medalhas

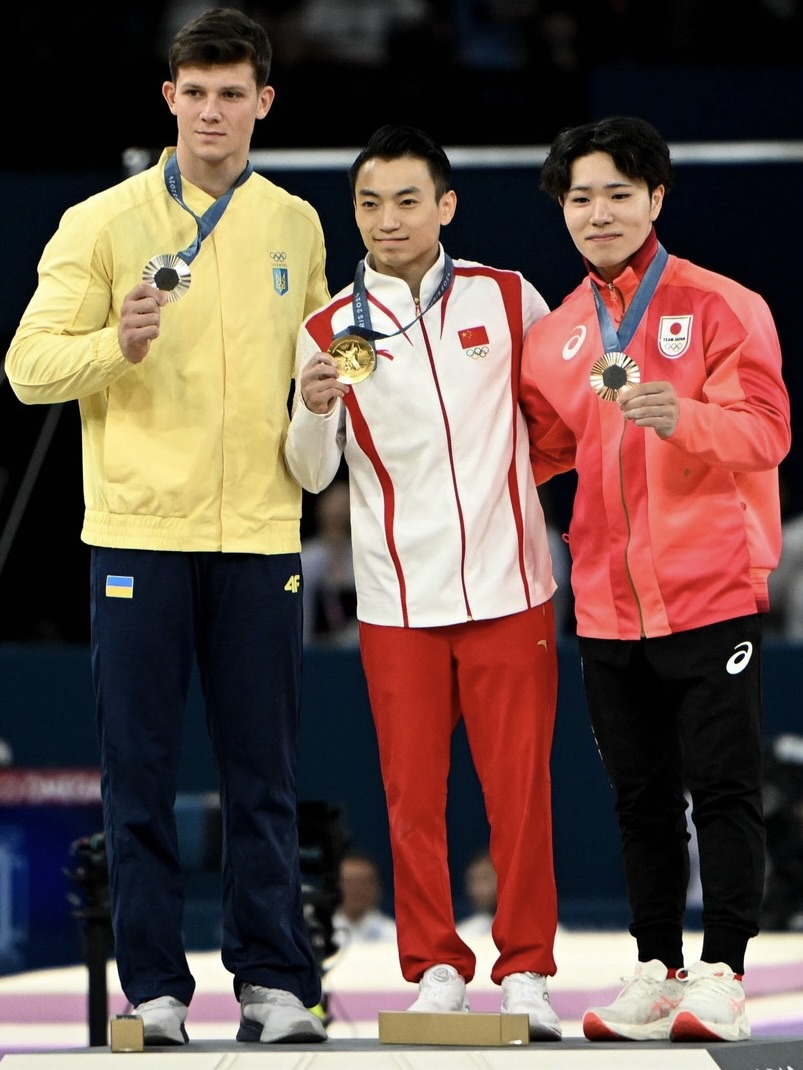
Medalhistas das barras paralelas com o ouro para Zou Jingyuan; a China obteve o maior número de medalhas com 12 no total

| Ordem | País                            | Medalha de ouro | Medalha de prata | Medalha de bronze |    | Ordem por total |
| ----- | ------------------------------- | --------------- | ---------------- | ----------------- | -- | --------------- |
| 1     | CHN China                       | 3               | 6                | 3                 | 12 | 1               |
| 2     | USA Estados Unidos              | 3               | 1                | 5                 | 9  | 2               |
| 3     | JPN Japão                       | 3               |                  | 1                 | 4  | 4               |
| 4     | PHI Filipinas                   | 2               |                  |                   | 2  | 7               |
| 5     | BRA Brasil                      | 1               | 2                | 1                 | 4  | 4               |
| 6     | ITA Itália                      | 1               | 1                | 3                 | 5  | 3               |
| –     | AIN Atletas Individuais Neutros | 1               | 1                |                   | 2  | –               |
| 7     | GBR Grã-Bretanha                | 1               |                  | 2                 | 3  | 6               |
| 8     | GER Alemanha                    | 1               |                  |                   | 1  | 9               |
|       | ALG Argélia                     | 1               |                  |                   | 1  | 9               |
|       | IRL Irlanda                     | 1               |                  |                   | 1  | 9               |
| 11    | ISR Israel                      |                 | 2                |                   | 2  | 7               |
| 12    | ARM Armênia                     |                 | 1                |                   | 1  | 9               |
|       | BUL Bulgária                    |                 | 1                |                   | 1  | 9               |
|       | KAZ Cazaquistão                 |                 | 1                |                   | 1  | 9               |
|       | COL Colômbia                    |                 | 1                |                   | 1  | 9               |
|       | UKR Ucrânia                     |                 | 1                |                   | 1  | 9               |
| 17    | CAN Canadá                      |                 |                  | 1                 | 1  | 9               |
|       | GRE Grécia                      |                 |                  | 1                 | 1  | 9               |
|       | ROU Romênia                     |                 |                  | 1                 | 1  | 9               |
|       | TPE Taipé Chinês                |                 |                  | 1                 | 1  | 9               |
| TOTAL | TOTAL                           | 18              | 18               | 19                | 55 | —               |